# Luke Bedford
Luke Bedford, né le 25 avril 1978, est un compositeur britannique.

## Biographie
Bedford est originaire de Wokingham dans le Berkshire où il est formé à la St Crispin's School (en). Il étudie la composition auprès de Edwin Roxburgh et Simon Bainbridge au Royal College of Music et obtient une bourse Mendelssohn en 2000. Il bénéficie ensuite d'un programme d'études de troisième cycle avec Simon Bainbridge à la Royal Academy of Music.
Il est lauréat en 2000 du prix de composition pour musiciens âgés de moins de 29 ans de la Royal Philharmonic Society et en 2004 du prix des auditeurs de la BBC Radio 3 aux British Composer Awards. En 2007, Bedford est le premier récipiendaire du prix de composition Paul Hamlyn des artistes depuis David Sawer (en) en 1993. Cette même année, il reçoit une nomination au prix de composition de la Royal Philharmonic Society pour son cycle de chant On Voit Tout En Aventure.
Ses 5 pieces for orchestra lui valent le deuxième prix de l'édition 2001 du prix de composition Tōru Takemitsu.
En 2008, Bedford reçoit son second British Composer Award pour son œuvre orchestrale Wreathe composée en 2007.
Le 24 janvier 2008, John Gilhooly, directeur du Wigmore Hall, annonce que Bedford sera le premier compositeur en résidence de l'endroit. « Luke Bedford est une jeune voix importante et une force musicale distinctive et nous sommes très heureux qu'il ait accepté notre invitation à devenir notre compositeur en résidence à partir de 2009. Le poste implique de la composition ainsi que de travailler avec le programme Community & Education du Hall ».

## Œuvres (sélection)
Scène
- Seven Angels, opéra de chambre en 2 actes pour 7 voix et 12 instruments (2009–2011)

Orchestrale
- Rode with Darkness (2003)
- Outblaze the Sky (2007)
- Wreathe (2007)
- Più Mosso pour grand orchestre (2009)
- Instability (2015)

Concertante
- Wonderful Two-Headed Nightingale pour violon solo, alto solo et 15 instrumentistes (2011)

Ensemble
- Five Abstracts pour 14 instrumentistes (2000–2001)
- Catafalque pour grand ensemble (2002)
- Man Shoots Strangers from Skyscraper pour 8 instrumentistes (2002)
- Slow Music pour 8 instrumentistes (2005)
- Or Voit Tout En Aventure pour soprano et 16 instrumentistes (2006)
- By the Screen in the Sun at the Hill on the Gold pour 18 instrumentistes (2008)
- Self-Assembly Composition No. 1 pour tous instruments (2009)

Musique de chambre et instrumentale
- Chiaroscuro pour violon, violoncelle et piano (2002–2005)
- Of the Air pour quatuor à cordes (2008–2009)
- Great Bass Rackett pour basson solo (2009)

Piano
- Catafalque (2002)

Vocale
- Good Dream She Has pour soprano, mezzo-soprano, ténor et ensemble de chambre (2007)
- On Time pour chœur et orchestre (2008)
- Upon St. George's Hill pour ténor et guitare (2008)

## Source de la traduction
- (en) Cet article est partiellement ou en totalité issu de l’article de Wikipédia en anglais intitulé « Luke Bedford » (voir la liste des auteurs).